# Perkins Engines
Perkins Engines — производитель дизельных двигателей, основанный в 1932 году, Питерборо, Великобритания. С 1998 года является дочерней компанией Caterpillar.

## История
Компания была основана 7 июня 1932 года в городе Питерборо Фрэнком Перкинсом и Чарльзом Уоллесом Чепменом. Целью компании было создание скоростного двигателя, способного конкурировать с бензиновыми двигателями. Первым двигателем компании стал четырёхцилиндровый Vixen, выпущенный в том же году.
После Второй мировой войны компания стала публичной. В 1959 году компанию выкупил Massey Ferguson. В 1961 году была куплена лицензия компанией аргентинской компанией Petrak. а в 2010 году лицензия будет аннулирована. В 1990 году Фергюсон выкупает компанию W.H. Dorman & Co с целью объединить с Perkins, в конечном итоге формировалась компания Perkins Engines. В 1984 году Perkins выкупила филиал Rolls-Royce plc в Штрусбери. В 1986 компания выкупает L. Gardner and Sons, однако продукция продолжалась выпускаться под маркой Gardner. В 1994 году Perkins была куплена компанией LucasVarity  после этого бренд Gardner был закрыт. В 1988 году компания была куплена Caterpillar за 1,325 млрд долларов.

## Продукция
Компания занимается производством дизельных двигателей, двигателей на природном газе и биогазе, также Perkins производит дизельные генератоы.